# Мост Крефельд-Юрдинген
Мост Крефельд-Юрдинген (нем. Krefeld-Uerdinger Brücke) — автодорожный висячий мост через Рейн, расположенный на расстоянии 763 км от истока реки. Мост соединяет район города Дуйсбурга Мюндельхайм (de:Mündelheim) и район города Крефельда Юрдинген (de:Uerdingen) (Германия, федеральная земля Северный Рейн-Вестфалия). По мосту проходит федеральная автодорога B288 (de:Bundesstraße 288).

## История
Строительство моста через Рейн между Крефельдом и Дуйсбургом было начато в 1933 году по проекту инженера-мостостроителя Фридриха Фосса (de:Friedrich Voß). Затраты на строительство составили 6,3 млн. рейхсмарок. Открытие моста состоялось 7 июня 1936 года в присутствии заместителя фюрера и рейхсминистра без портфеля Рудольфа Гесса. Мост получил имя Адольфа Гитлера.

В конце Второй мировой войны мост был взорван отступающими войсками вермахта. Восстановление моста с максимально возможным использованием старых конструкций началось в конце 1948 года. Открытие восстановленного моста состоялось 4 ноября 1950 года. Открывал мост премьер-министр Северного Рейна—Вестфалии Карл Арнольд (Karl Arnold) при этом мост получил современное имя.

Трижды выполнялись работы по укреплению моста в 1964, 1984 и 1993 годах. Стоимость последней модернизации составила 10 млн. марок.

Вместе с дуйсбургским мостом Солидарности мост Крефельд-Юрдинген является тематическим пунктом «Маршрута индустриальной культуры» (de:Route der Industriekultur) Рурского региона.

## Технические данные[2]
- Количество пилонов — 2
- Высота пилонов — 40 м
- Ширина пилонов — 1,25 м
- Материал пилонов — сталь
- Материал фермы — сталь
- Материал полотна — сталь и железобетон
- Схема пролетов — 125.00 м — 250.00 м — 125.00 м
- Общая длина — 860 м
- Ширина моста — 19,5 м
- Высота фермы — 7,25 м